# 神言基地 〜HOLIDAY TV〜
『神言基地 〜HOLIDAY TV〜』（しんげんきち ホリデイティービー）は、テレビ大阪とテレビ和歌山で放送されていた音楽番組である。テレビ大阪では2006年4月8日から2007年12月29日まで放送。

## 概要
Phantasmagoriaのベーシスト・KISAKIが主催する音楽事務所「UNDER CODE PRODUCTION」がライブハウス「HOLIDAY」と連携して制作していた深夜番組で、主にインディーズシーンで活動するバンドを紹介。KISAKIをはじめとするMCたちが彼らとトークしたり、彼らのライブ映像を紹介したりしていた。UNDER CODE PRODUCTIONに所属するバンドはもちろんのこと、KISAKIがライブで共演したバンドやヴィジュアル系情報雑誌『Cure』の表紙を飾ったバンドも紹介していた。基本的には2組のバンドをゲストに招いていた。

## 出演者

### 司会
- KISAKI （Phantasmagoria） - 元MC。登場するときにはPhantasmagoriaの代表曲「神歌」がBGMに使われていた。音楽活動の引退とともに、2007年9月1日放送分をもってMCの座を後述のマコトに譲った。
- KATCHIN - 全期間にわたってMCを担当。髪にパーマをかけ、いつも帽子を被っていた。
- 楠城華子 - 2006年4月と6月に出演していた女性MC。同年7月以降は出演しなくなり、以後は後述の声が女性MCのポジションに就いていた。
- 声 - 楠城に替わって2006年7月からMCを担当。マルチコスプレタレントで、『ポケットモンスター』や『ケロロ軍曹』などのアニメ関係の衣装をはじめ、様々な衣装を持っている。
- ラメ（ヴィドール） - 稀にKISAKIの代理でMCを担当することがあった。
- ミノル（GLADZ J.B） - 2007年からMCに参加していたが、KISAKIが引退するとともにMCを辞退した。会話数は少なかった。
- マコト（ドレミ團） - KISAKIが引退した後、彼に替わってMCを担当。

### その他
- 戮（Phantasmagoria） - KISAKIに呼ばれてスタジオに登場することがあった。
- 鈴木 - HOLIDAY CD OSAKAで働くスタッフだが、稀にスタジオに紛れ込んでいることがあった。2007年には自身のコーナーもスタートさせた。自称「ドM」。

## トーク以外のコーナー

### ヴィジュアル系インディーズオリコンチャート
女性MCの声が、各週のインディーズチャートを20位まで公開するコーナー。たいていUNDER CODE PRODUCTIONに所属するバンドの音源が高位を取っていた。また、一時期PS COMPANYに所属するバンドなど、一部のバンドはどうやっても入れないという噂が流れた。
このコーナーは、2006年末に1年の売り上げランキングを紹介した後はぷっつりと途切れてしまった。ちなみにその時の売り上げランキングの1位は、Phantasmagoriaの「幻想曲-Eternal Silence-」だった。

### HOLIDAY TV 大PUSH CD コーナー
「どMさんいらっしゃ〜い！」に替わってスタートしたコーナーで、HOLIDAYお勧めのバンドの音源やHOLIDAY OSAKAで活動する人気バンドを紹介。GLADZ J.BのTETSUYAとHOLIDAY CD 名古屋店の店長・メイド広川、新宿店の店長・アフロ古澤、おなじみスタッフのレッド鈴木ら3人による「休日戦隊キモレンジャー」がコーナーMCを務めていた。

### 地下線Labyrinth
「神言幻影Ch.」に替わってスタートしたコーナーで、Phantasmagoriaのライブ映像を公開。Phantasmagoria自体は既に解散しているが、このコーナーは現在でも続いている。番組終盤では戮の新バンド・Chariotsを紹介した。

## 主題歌
オープニング・エンディングともにUNDER CODE PRODUCTION所属のバンドの音源が使われていた。1か月ごとに変更。また、シーンの最新情報を紹介するエンディングでは、放送開始時からJAPAN BLOOD （現・GLADZ J.B）の「ギラギラ」が使われていた。

## 放送局
| 放送対象地域 | 放送局       | 系列           | 放送日時                                                                   |
| ------------ | ------------ | -------------- | -------------------------------------------------------------------------- |
| 大阪府       | テレビ大阪   | テレビ東京系列 | 土曜 27:20 - 27:50 （2006年9月まで） 土曜 27:10 - 27:40 （2006年10月以降） |
| 和歌山県     | テレビ和歌山 | 独立UHF局      | 土曜 25:10 - 25:40 （2007年3月まで） 土曜 24:55 - 25:25 （2007年4月以降）  |